# Élection présidentielle arménienne de 2018
L'élection présidentielle arménienne de 2018 a lieu le 2 mars 2018 en Arménie afin d'élire au scrutin indirect le président de la république d'Arménie pour les sept prochaines années.
Le président en exercice Serge Sarkissian, dont le second mandat s'achève le 9 avril, n'est pas candidat à sa réélection, la constitution lui interdisant un nouveau mandat.
Armen Sarkissian se présente sans opposition et est élu dès le premier tour avec 90 voix sur 101.

## Contexte
À la suite d'une révision de la Constitution en 2015, cette élection présidentielle est la première à avoir lieu au scrutin indirect par les membres de l'Assemblée nationale. L'Arménie est en effet devenue une république parlementaire lorsque la population a choisi d'abandonner le système semi-présidentiel lors d'un référendum constitutionnel.
Au sein des institutions mises en place par cette réforme de la constitution, la fonction du président arménien devient essentiellement cérémonielle et indépendante des différents partis politiques. Son mandat est de sept ans, non renouvelable, au lieu de cinq renouvelable une fois auparavant. Le compteur ayant été remis à zéro par la modification de la constitution, le président en exercice Serge Sarkissian, du Parti républicain d'Arménie, peut tenter d'obtenir un troisième mandat mais celui-ci annonce qu'il ne désire pas se représenter,, alors que l'opposition rejette elle aussi cette possibilité, la nouvelle constitution ayant ôté la majorité des pouvoirs du poste qu'il occupait.

## Mode de scrutin
Est élu président de la république d'Arménie pour un mandat de sept ans non renouvelable (article 124 de la constitution) le candidat recueillant les voix de plus de deux tiers du total des membres de l'Assemblée nationale (art. 125). À défaut, un second tour est organisé avec un quorum de voix abaissé aux trois-cinquièmes. Si aucun candidat n'est élu au second tour, un troisième a lieu entre les deux candidats arrivés en tête au second, et le candidat ayant réuni la majorité absolue du total des membres est élu.
Les majorités nécessaires étant basées sur le total des membres et non les suffrages exprimés, il est possible qu'aucun candidat ne soit élu même au troisième tour en cas d'abstention ou de votes blancs et nuls d'un nombre suffisant de députés. Si les trois tours se révèlent infructueux, une nouvelle élection est organisée dans les dix jours suivants la précédente.

### Candidatures
Pour se présenter, les candidats doivent être âgés d'au moins quarante ans, parler couramment arménien, disposer de leurs droits civiques, ne pas avoir eu d'autre citoyenneté que celle arménienne au cours des six années précédentes et avoir résidé dans le pays depuis la même durée
Enfin et surtout, les candidats à la présidence doivent recueillir le soutien à leur nomination d'au moins un quart des députés de l'Assemblée nationale (art. 125), soit en 2018 vingt-sept députés.

## Candidats
À la suite des élections législatives arméniennes de 2017 l'assemblée nationale est composée de quatre partis, le Parti républicain d'Arménie, la Fédération révolutionnaire arménienne, Arménie prospère et l'Alliance pour le départ, les deux premiers formant une coalition gouvernementale. Le président sortant Serge Sarkissian propose de nommer Armen Sarkissian en tant que candidat présidentiel du parti républicain le 19 janvier, et celui-ci accepte le 16 février suivant. Indépendant, ambassadeur d'Arménie au Royaume-Uni de 1991 à 1995 et depuis septembre 2013, il avait été Premier ministre d'Arménie de novembre 1996 au 28 février 1997. Sept jours plus tard, la coalition le nomme officiellement pour candidat. Le lendemain, Arménie prospère annonce son soutien à Sarkissian. Son chef, l’homme d’affaires Gaguik Tsaroukian avait auparavant déclaré ne pas exclure une telle possibilité.
Seul parti restant, l'Alliance pour le départ ne totalise que sept sièges, loin des vingt-sept nécessaire pour la nomination d'un candidat. En l'absence de changement inattendu, Sarkissian est ainsi considéré comme grand favori, sa candidature sans opposition devant lui assurer une victoire au premier tour.

## Résultats
| Candidat                 | Candidat                 | Parti                    | Voix    | %       |
| ------------------------ | ------------------------ | ------------------------ | ------- | ------- |
|                          | Armen Sarkissian         | Indépendant              | 90      | 90,00   |
| « Contre »               | « Contre »               | « Contre »               | 10      | 10,00   |
|                          |                          |                          |         |         |
| Majorité requise         | Majorité requise         | Majorité requise         | 79 voix | 79 voix |
|                          |                          |                          |         |         |
| Votes valides            | Votes valides            | Votes valides            | 100     | 99,01   |
| Votes blancs et nuls     | Votes blancs et nuls     | Votes blancs et nuls     | 1       | 0,99    |
| Total                    | Total                    | Total                    | 101     | 100     |
| Abstentions              | Abstentions              | Abstentions              | 4       | 3,81    |
| Inscrits / participation | Inscrits / participation | Inscrits / participation | 105     | 96,19   |

## Conséquences
Armen Sarkissian est élu sans surprise dès le premier tour. Son investiture se tient le 9 avril 2018.